# Padang (Singapur)
El Padang (en malayo: Padang) es un campo de juego abierto que se encuentra en el núcleo de la Zona Central en Singapur. Era conocido como el campo de críquet de Padang. El Padang está rodeado de varios monumentos importantes, que incluyen la catedral de San Andrés, el Ayuntamiento, el antiguo edificio de la Corte Suprema y de la estación del MRT City Hall.
Debido a su ubicación privilegiada y su importancia histórica, se ha utilizado como un lugar para una variedad de eventos, incluyendo los desfiles del Día Nacional en 2005 y en 2010, partidos de críquet y de fútbol también se han disputado allí.
El Padang se convirtió en una importante zona de recreo cuando se establecieron dos clubes, el Singapore Cricket Club en 1870 y el Club de Recreación Singapur en 1883 en ambos extremos del campo. Fue utilizado para el ejercicio de los caballos en la década de 1920 y se convirtió en el escenario para el nuevo año las actividades deportivas.